# Церковь Рождества Пресвятой Богородицы (Бялы-Бур)
Церковь Рождества Пресвятой Богородицы в г. Бялы-Бур (пол. Cerkiew Narodzenia Przenajświętszej Bogorodzicy) — грекокатолическая церковь в польском городе Бялы-Бур. Создана в 1992—1997 годах Ежи Новосельским.
Прихожанами церкви являются жители г. Бялы-Бур (Западно-Поморское воеводство) украинского происхождения и греко-католического вероисповедания, предки которых были насильственно переселены после 1947 года в рамках операции «Висла» из восточных территорий Польши.
При проектировании церкви с Ежи Новосельским сотрудничал архитектор Богдан Котарба. Стиль церкви напоминает раннехристианские трёхнефные базилики.
В среднем нефе находится небольшой купол с изображением Спаса Вседержителя. Нефы разделены рядами чёрных, цилиндрических колонн.
В интерьере преобладают три цвета: тёмно-зелёные стены и потолки, белые перегородки и красные дверные коробки.
Иконостас содержит только три иконы: распятие над царскими вратами, Христос и Дева Мария. В центре церкви находится ярко-красный тетрапод — невысокий столик, на котором благословляются, например, хлебы, пшеница, вино и елей (как священное помазание) за всенощной, поставляемые в литийном сосуде.
Во время праздников, связанных с прибытием большого числа паломников, главный фасад церкви используется как иконостас с иконами архангелов и Спаса Нерукотворного.
Необычная форма храма не нашла сразу одобрения верующих Белого Бора (Бялы-Бур), которые ожидали традиционного храма с высоким куполом-луковкой. Лишь высокая оценка, данная искусствоведами, а также туристами, которые тоже восхищались этим шедевром современной архитектуры, изменили мнение жителей города.